# リズム&ブルース (ロバート・パーマーのアルバム)
『リズム&ブルース』（Rhythm & Blues）は、イギリスの歌手ロバート・パーマーの、ソロ名義では13作目に当たるスタジオ・アルバム。1998年に日本のソニー・ミュージックエンタテインメントから先行発売された後、1999年にはヨーロッパやアメリカでも、ジャケットや曲目の異なるヴァージョンがリリースされた。

## 背景
「ワーク・トゥ・メイク・イット・ワーク98」は、アルバム『プレッシャー・ドロップ』（1975年）で発表した曲のセルフ・カヴァーである。「レッツ・ゲット・イット・オン98」はマーヴィン・ゲイのカヴァーで、パーマーは本作に先行して、パワー・ステーション名義のアルバム『リヴィング・イン・フィア』（1996年）でも、この曲を異なるアレンジでカヴァーした。日本盤のみ収録の「ザ・ロング・アンド・ワインディング・ロード」（ビートルズのカヴァー）は、スバル・レガシィのテレビCMで使用された。
ヨーロッパ盤やアメリカ盤に収録された「Twenty Million Things」は、ローウェル・ジョージがアルバム『特別料理』（1979年）で発表した曲のカヴァー。

## 反響・評価
母国イギリスでは全英アルバムチャート入りを逃すが、本作からのシングル「トゥルー・ラヴ」は1999年4月10日付の全英シングルチャートで87位を記録した。
Stephen Thomas Erlewineはオールミュージックにおいて5点満点中2点を付け「パーマーは相変わらずボーカルの名人芸を備えており、アルバム全編で素晴らしい響きを披露しているが、音作りはクリーンかつ入念すぎて、殆どの曲が印象に残らない」と評している。一方、デイヴ・ケンドリックは『ハートフォード・クーラント』紙において「新しいファン層を開拓できるとは思えないが、『リズム&ブルース』はスモーキー・ロビンソン&ザ・ミラクルズ、テンプテーションズ、アイズレー・ブラザーズといった1970年代の偉大なR&Bバンドのボーカル・ハーモニーを好む向きには良い作品で、パーマーは彼のブリティッシュ・ポップ的な感覚をたっぷり持ち込み、そうした要素を再構築した」と評している。

## 収録曲
特記なき楽曲はロバート・パーマー作。

### 日本盤
1. トゥルー・ラヴ - "True Love" (Alan Mansfield, Sharon O'Neill, Robert Palmer) - 4:19
2. ノー・プロブレム - "No Problem" - 3:42
3. アイ・チューズ・ユー - "I Choose You" - 5:07
4. ストーン・コールド - "Stone Cold" - 4:29
5. セックス・アピール - "Sex Appeal" - 4:48
6. ワーク・トゥ・メイク・イット・ワーク98 - "Work to Make It Work" - 4:05
7. オール・ザ・ウィル・イン・ザ・ワールド - "All the Will in the World" - 5:02
8. ユー・アー・ノット・ジ・オンリー・ワン - "You're Not the Only One" - 4:04
9. ミスター・ワイズ・ガイ - "Mr. Wise Guy" - 3:45
10. レッツ・ゲット・イット・オン98 - "Let's Get It On" (Marvin Gaye, Ed Townsend) - 6:23
11. キャプチャード - "Captured" (E. Lewis) - 3:48
12. スペルバウンド - "Spellbound" (A. Mansfield, S. O'Neill, R. Palmer) - 4:05
13. ザ・ロング・アンド・ワインディング・ロード - "The Long and Winding Road" (John Lennon, Paul McCartney) - 2:28

ヨーロッパ盤は10.まで日本盤と同じ曲目・曲順で、11.に「Tennis」、12.に「Twenty Million Things」を収録。

### アメリカ盤
1. "True Love" (A. Mansfield, S. O'Neill, R. Palmer)
2. "No Problem"
3. "Let's Get It On" (M. Gaye, E. Townsend)
4. "Stone Cold"
5. "Sex Appeal"
6. "Work to Make It Work "
7. "All the Will in the World "
8. "You're Not the Only One"
9. "Mr. Wise Guy"
10. "I Choose You"
11. "Dance for Me"
12. "Twenty Million Things" (Jed Levy, Lowell George)